# Гейсішкес
Гейсішкес (Гейсішке, Гесішки, лит. Geisiškės) — українське село на заході Вільнюського району Литви. Більшість населення становлять переселенці з Берестейщини початку XX століття.

## Назва
Існує версія, за якою назва села начебто походить від звертання переселенців одне до одного «гей, єси».

## Історія

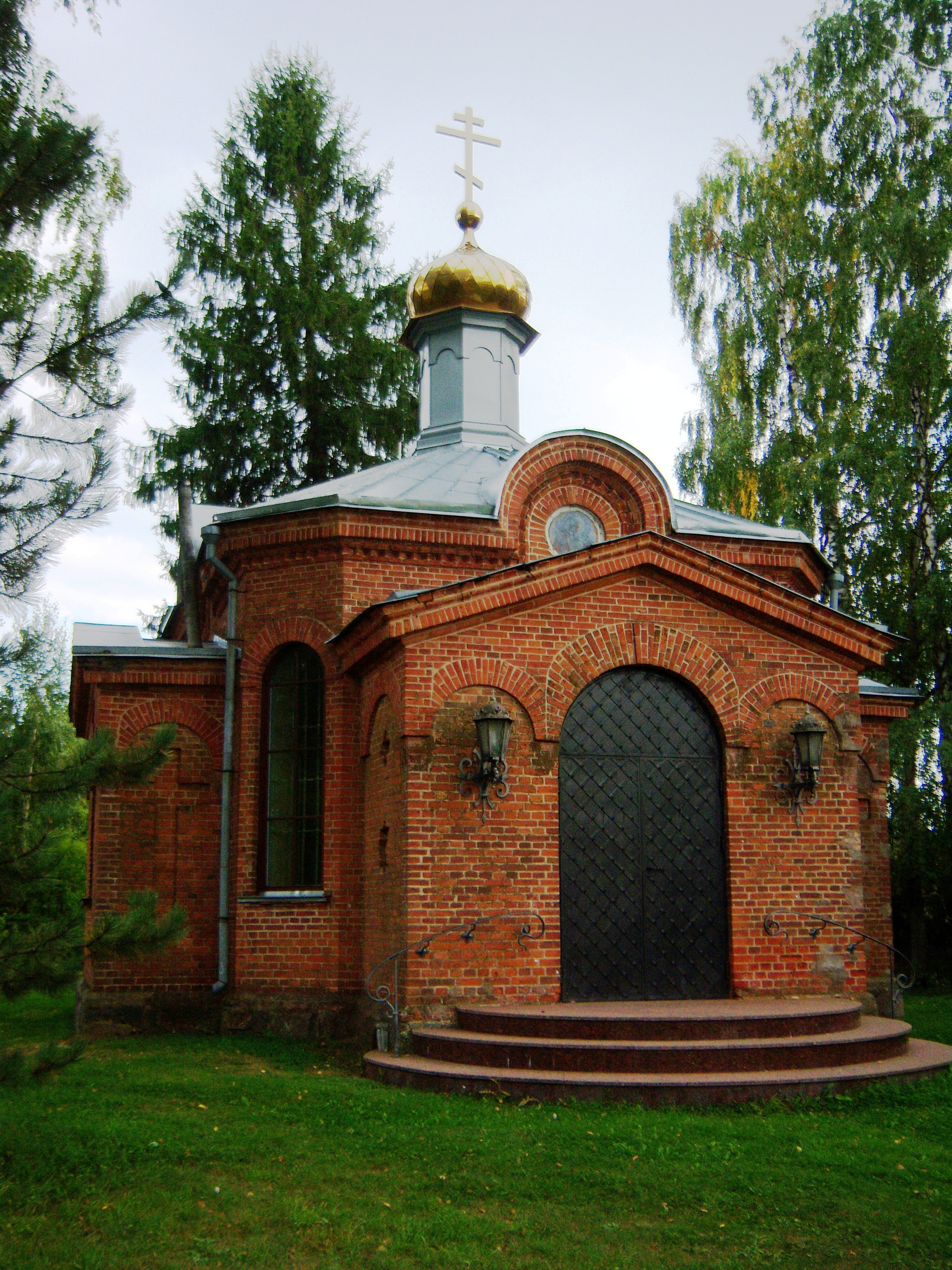
Православна церква святого Георгія

Село Гейсишкес було родовим маєтком князів Гедройців (Гейдрайтісів). До кінця XIX ст. більшість населення становили білоруси, переселенці з Гродненської губернії, що оселилися тут у першій половині XIX ст.[джерело?]
Українці з'явилися у Гейсишках у 1903 році. Вони походили з української Волині, але після 1861 року переселилися на Берестейщину, на територію Кам'янець-Жировицької волості Берестейського повіту (зараз — Берестейський район Берестейської області).
У 1900 році там почалося будівництво артилерійського полігону для Берестейської фортеці і навколишні села підлягали виселенню, зокрема і село Кам'яниця-Жировицька, де проживали волинські українці. Їм було запропоновано переселення у Сибір, на Волинь або у Троцький повіт Віленської губернії. Вибір пав на Литву.
У 1903 році перші українці (44 сім'ї) прибули у Литву. Переселенці з Кам'яниці-Жировицької, що на Берестейщині, оселилися в Гейсишках у квітні 1903 року. Крім того, українці також поселилися в селах Ойрани (Айренай I та Айренай II) цього ж повіту. Згодом прибували нові групи переселенців, загалом 173 сім'ї етнічних українців. У Гейсишкесі мешкало 140 осіб, які були записані росіянами, проте самі мешканці себе ідентифікують українцями.

## Населення
- 1959 — 244
- 2001 — 248

## Архітектура
- Георгіївський храм (збудований у 1865 році)